# 小苞沟酸浆
小苞沟酸浆（学名：Mimulus bracteosus），为玄参科沟酸浆属下的一个植物种，包含变型柳叶沟酸浆（Mimulus bracteosa f. salicifolia）。